# إعادة التأهيل الرئوي
إعادة التأهيل الرئوي، والمعروف أيضًا باسم إعادة تأهيل الجهاز التنفسي، هو جزء مهم من تدبير والمحافظة على صحة الأشخاص الذين يعانون من أمراض مزمنة في الجهاز التنفسي والذين ما يزالون يعانون من أعراض أو استمرار انخفاض وظائف أعضائهم على الرغم من العلاج الطبي المعياري. وله مفهوم علاجي واسع. تُعرفه جمعية أمراض الصدر الأمريكية والجمعية الأوروبية لأمراض الجهاز التنفسي على أنه تدخل مسند بالدليل متعدد التخصصات شامل للمرضى الذين يعانون من أمراض الجهاز التنفسي المزمنة والذين يعانون من الأعراض أيضًا وغالبًا ما يقللون من أنشطة حياتهم اليومية. يشير إعادة التأهيل الرئوي بشكل عام إلى سلسلة من الخدمات التي تُقدم لمرضى أمراض الجهاز التنفسي وأسرهم، وعادةً ما تحاول تحسين نوعية حياة المريض. يمكن إجراء إعادة التأهيل الرئوي في مجموعة متنوعة من الظروف، اعتمادًا على احتياجات المريض، وقد يشمل أو لا يشمل التدخل الدوائي.

## الاستخدامات الطبية
تنص التوجيهات السريرية للمعهد الوطني للصحة وتفوق الرعاية بشأن داء الانسداد الرئوي المزمن على أنه «ينبغي تقديم إعادة التأهيل الرئوي لجميع المرضى الذين يعتبرون أنفسهم عاجزين وظيفيًا بسبب مرض الانسداد الرئوي المزمن (عادةً ما يكون [مجلس البحوث الطبية] من الدرجة الثالثة وما فوق)». يُستطب ليس فقط للمرضى الذين يعانون من مرض الانسداد الرئوي المزمن، ولكن أيضًا لـ:
- التليف الكيسي
- التهاب القصبات
- الغرناوية أو داء الساركويد
- التليف الرئوي مجهول السبب
- قبل وبعد عملية جراحية للرئة

يبدو أنه ليس ضارًا وقد يكون مفيدًا لمرض الرئة الخلالي.

## الهدف
- تخفيف الأعراض
- تحسين المعرفة بحالة الرئة وتعزيز التدبير الذاتي
- زيادة قوة العضلات والمقاومة (الخارجية والجهاز التنفسي)
- زيادة تحمل الممارسة
- تقليل مدة الاستشفاء
- المساعدة على العمل بشكل أفضل في الحياة اليومية
- المساعدة في التحكم في القلق والاكتئاب

## الفوائد
- تقليص عدد الأيام التي يقضيها المريض في المستشفى بعد عام واحد من إعادة التأهيل الرئوي[5]
- تقليص تفاقم الأعراض لدى المرضى الذين يمارسون التمارين الرياضية اليومية عند مقارنتهم بأولئك الذين لم يمارسوا الرياضة[6]
- تقليص التفاقمات بعد إعادة التأهيل الرئوي[7]

## معالجة نقاط الضعف
- الحد من التهوية[8]
  - زيادة تهوية المساحات الرئوية الميتة
  - ضعف تبادل الغازات
  - زيادة متطلبات التهوية بسبب ضعف العضلات المحيطية
- الحد من تبادل الغازات
  - النقص الوظيفي لقوة العضلات الشهيقية
  - نقص مقاومة العضلات الشهيقية
- خلل القلب الوظيفي
  - زيادة الحمل البطيني الأيمن بسبب زيادة مقاومة الأوعية الدموية الطرفية
- ضعف العضلات الهيكلية
  - انخفاض متوسط قوة العضلة رباعية الرؤوس بنسبة 20-30% في داء الانسداد الرئوي المزمن (من المعتدل إلى الشديد)
  - انخفاض في نسبة الألياف العضلية من النمط الأول وزيادة نسبة الألياف من النمط الثاني مقارنةً بالسن
  - انخفاض نسبة الشعيرات الدموية مقارنة بالألياف وزيادة استهلاك الأكسجين
  - انخفاض قدرة الإنزيم التأكسدي وزيادة مستويات اللاكتات في الدم بمعدلات نشاط أقل مقارنة بالنسب الطبيعية
  - تؤدي الفترات الطويلة من نقص التغذية إلى انخفاض القوة والتحمل
- اختلال وظيفي في الجهاز التنفسي[9]

## الخلفية
عادة ما يكون إعادة التأهيل الرئوي مخصصًا لكل مريض على حدة، بهدف تلبية احتياجاته. وهو برنامج واسع وقد يفيد المرضى الذين يعانون من أمراض الرئة مثل مرض الانسداد الرئوي المزمن والساركويد والتليف الرئوي مجهول السبب والتليف الكيسي، من بين أمور أخرى. على الرغم من تركيز العملية على إعادة تأهيل المريض بنفسه، إلا أن الأسرة معنية بالأمر أيضًا. لا تبدأ العملية عادةً حتى يُجرى فحص طبي للمريض من قبل طبيب مرخص.